# المركز الثقافي أزرو
المركز الثقافي أزرو، أو متحف تراث الأطلس المتوسط، هو مؤسسة ثقافية في مدينة أزرو المغربية ، إقليم إفران ، تم تدشينها سنة 2016. هذا المركز يقع وسط المدينة، ويتكون من طابقين وعدة مرافق .

## مرافق المركز[1]
- مكتبة للأطفال مساحتها 196 متر مربع بها 2000 كتاب و 20 طاولة وفضاء للعب .
- مكتبة للكبار ، مساحتها 206 متر مربع ، تضم 5000 كتاب و 60 طاولة.
- غرفة لمعالجة الكتب
- مساحة المعارض الفنية والتشكيلية بمساحة 163 متر مربع
- قاعة للندوات مساحتها 175 متر مربع وطاقتها 120 مقعد
- قاعة المعلومات ، تضم 12 حاسوبا متصلا بالإنترنت
- قاعة الورشات، تتكون من ثلاث قاعات ، بمساحة 113 متر مربع ، وتضم 100 مقعد .
- متحف تراث الأطلس المتوسط (المتحف الأمازيغي)

## متحف التراث الأمازيغي[1]

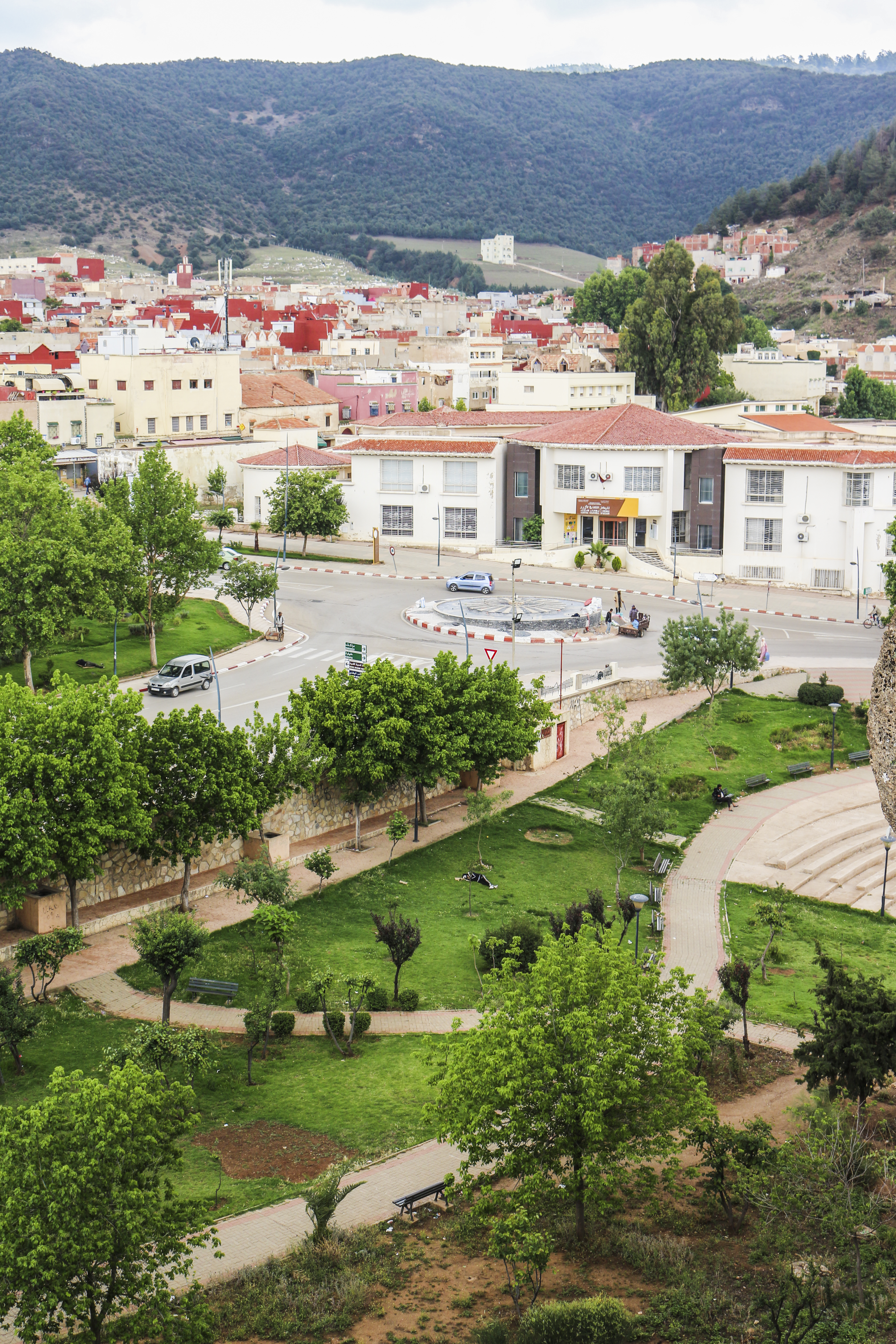

يهدف هذا المتحف إلى إبراز غنى تراث منطقة الأطلس المتوسط الجبلية الأمازيغية، وتثمين المنتجات السوسيو ثقافية للمنطقة. هذا المتحف يتكون من ثلاث قاعات للعرض كالتالي:
- القاعة الأولى: مساحتها 206 متر مربع، تعرض فيها قطع من المعادن والحفريات والصخور وجذور الأشجار الشائعة في المنطقة، هذه القاعة تحتوي أيضا على النباتات العطرية والطبية التي تيمز المنطقة، ولوحات حول جغرافيا الأطلس المتوسط والمشاكل البيئية التي تواجهه.
- القاعة الثانية: هذا القاعة متخصصة في التراث الثقافي المادي، مثل الحرف والفنون التقليدية للمنطقة، تعرض فيها المجوهرات الأمازيغية والملابس التقليدية للرجال والنساء، ومحلات والآلات الموسيقية والزرابي، ولوحات حول التراث التقيدي للمنطق والترحال والمهرجانات.
- القاعة الثالثة: متخصصة في التراث التاريخي الآثري، بمساحة 163 متر مربع، توجد بها القطع الأثرية التي تم اكتشافها في المنطقة، ومنها ما يعود إلى ما قبل التاريخ، وما يعُود إلى ما قبل الإسلام، وما يعود للفترة التاريخ الوسيط. هذه القطع تُوجد فيها أدوات الصيد، والفخار والخزف ، والعضام، والسنارات، والطواحين، وعضام الحيوانات مثل الدب الذي تم اكتشافه في مغارة أفري أوسعيد ، بالإضافة إلى الحلي والزاجاج أو غيرها.

## معرض الصور

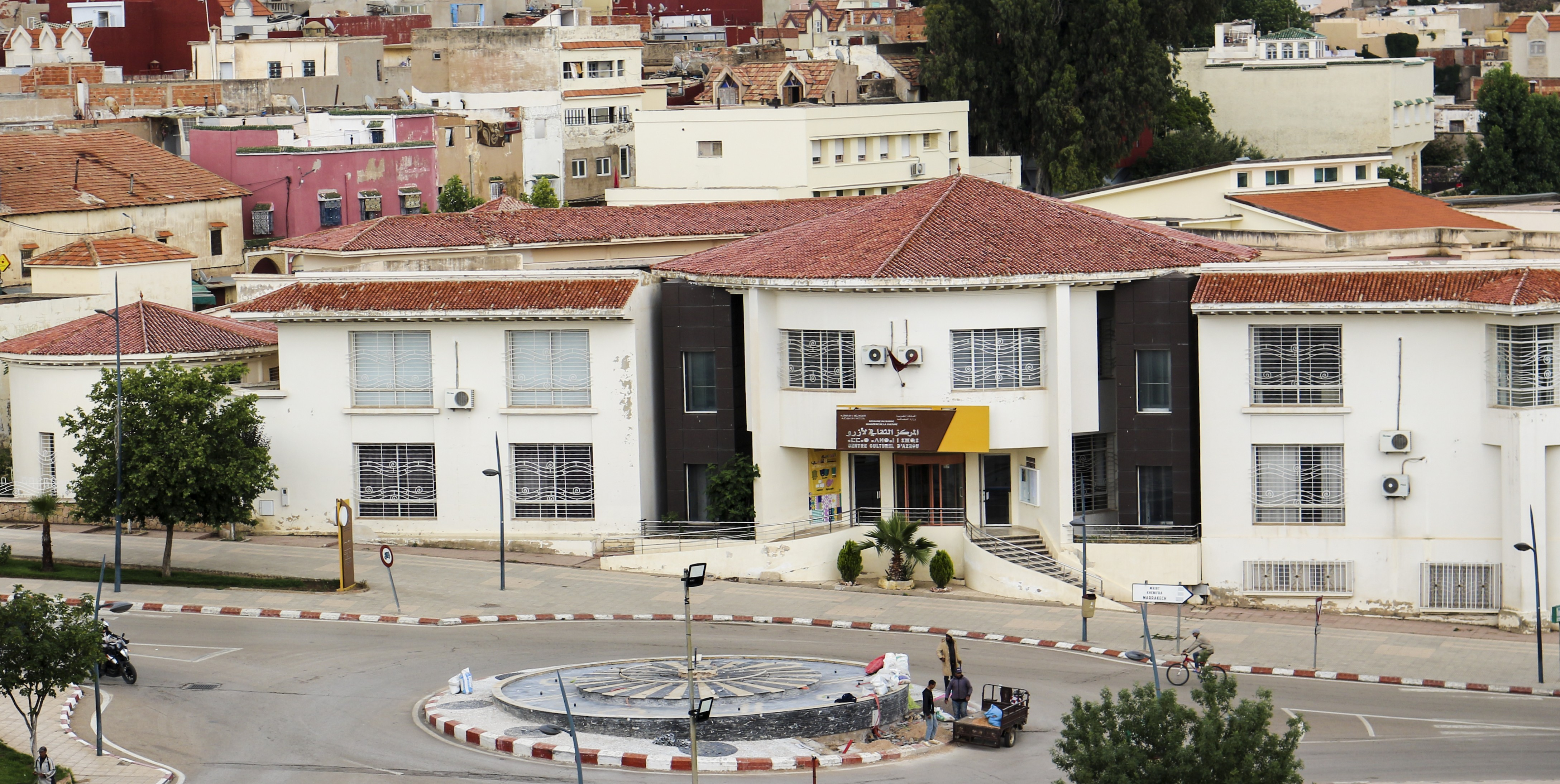
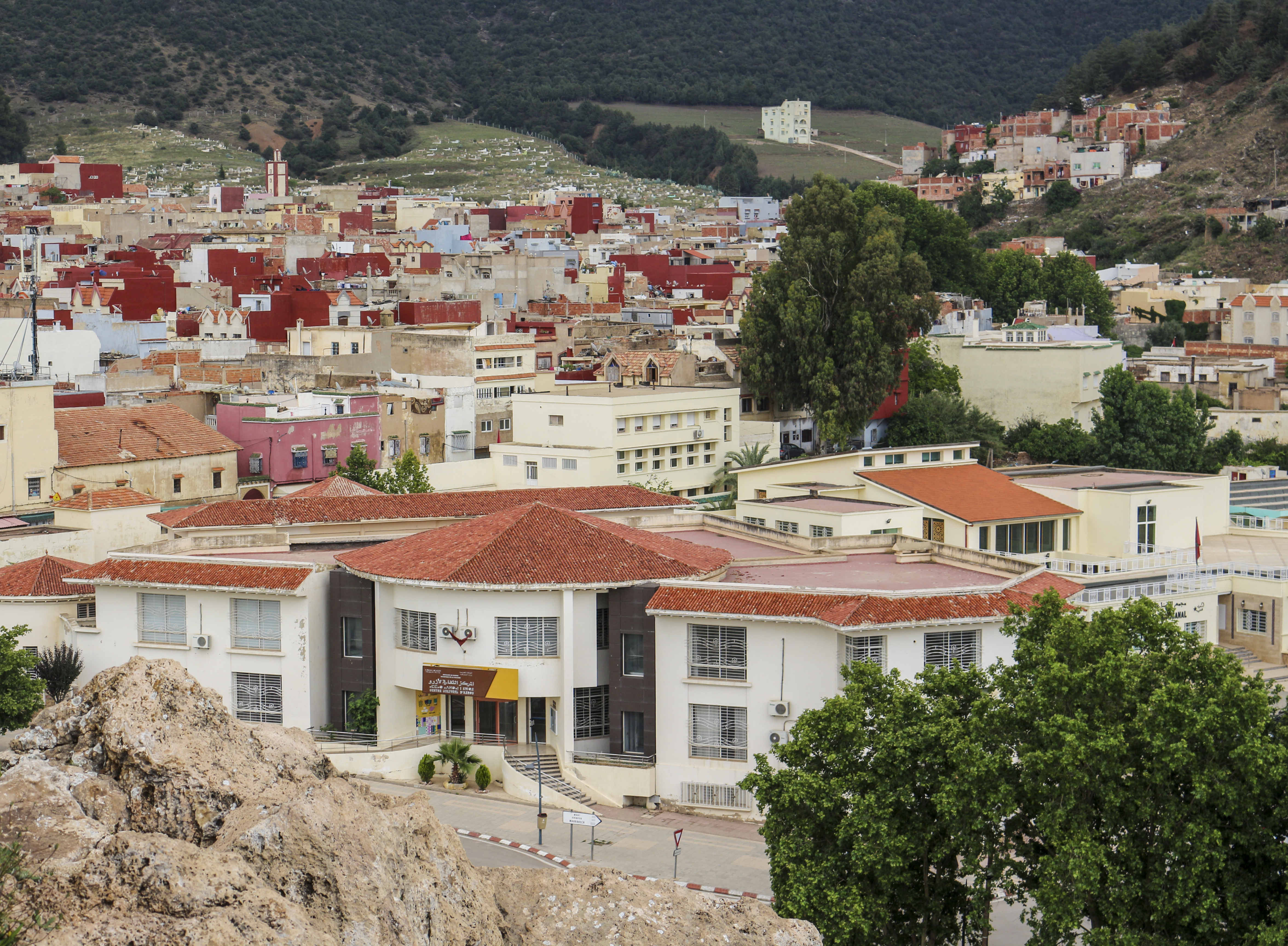